# Laa an der Thaya
Laa an der Thaya là một thị xã thuộc huyện Mistelbach trong bang Niederösterreich.